# Resolution 154 des UN-Sicherheitsrates
Mit der Resolution 154 des UN-Sicherheitsrates wurde die Zentralafrikanische Republik neu als Mitglied der Vereinten Nationen in seiner 891. Sitzung einstimmig aufgenommen.  

## Hintergrund
Die Kolonialmacht Frankreichs über Französisch-Äquatorialafrika endete am 28. September 1958. Am 1. Dezember 1958 erhielt Zentralafrika als Teil der französischen Kolonien die innere Autonomie. Barthélemy Boganda wurde am 8. Dezember 1958 Premierminister. Unter der Bezeichnung „Zentralafrikanische Republik“ wurde das Land am 13. August 1960 von Frankreich in die Unabhängigkeit entlassen. David Dacko wurde erster Präsident. 

## Inhalt
Der Sicherheitsrat erklärte,  die Aufnahme der Zentralafrikanischen Republik als neues Mitglied der Vereinten Nationen geprüft zu haben  und empfahl der UN-Generalversammlung einer Aufnahme zuzustimmen.

## Beitritt
Die Zentralafrikanische Republik trat den Vereinten Nationen am 20. September 1960 bei.